# 協同党
協同党（きょうどうとう）は、第二次世界大戦後に結成された日本の社会主義政党の一つ。
日本社会党を離党した平野力三が率いる社会民主党に、改進党結成への参加を見送った農民協同党の一部が合流して昭和27年(1952年)7月、平野を委員長に結成された。この年の総選挙に28人を立候補させて臨んだが、当選者が2人に終わったため、特別国会召集時の同年10月13日に解党して、社会党右派に合流した。

## 中央執行委員会、執行部役員表
| 平野力三 | 羽田野次郎 | 小林進 | 小平忠 | 東隆 | 水野実郎 |